# 小長門有希的消失音樂作品
小長門有希的消失音樂作品是2015年4月29日由Lantis發行的電視動畫《小長門有希的消失》相關CD音樂作品系列。

## 單曲

### 雪花飄搖直落的未來
2015年4月29日發行。作詞由以往參加涼宮春日系列相關歌曲的畑亞貴繼續擔任。而電視動畫《小長門有希的消失》選作片頭主題曲使用的表題曲『雪花飄搖直落的未來』是以前作《涼宮春日的憂鬱 (2006年版動畫)》的代表片尾主題曲『晴天愉快』內有趣的元素再下去自我戲仿所錄製的歌曲。目的是傳達給有看過和未看過小長門有希的消失之前系列作品的人表示這一季新作動畫也有不一樣有趣好玩的內容。
另外值得一提的是歌詞中的「新物語」則是來自KADOKAWA的企業標語「新物語。」。
收錄歌曲
所有歌曲由畑亞貴作詞，渡邊和紀編曲。
1. 雪花飄搖直落的未來【3:56】
  - 主唱：北高文藝部女子會【長門有希（茅原實里）、朝倉涼子（桑谷夏子）、朝比奈實玖瑠（後藤邑子）、鶴屋學姐（松岡由貴）、涼宮春日（平野綾）】
  - 作曲：佐佐倉有吾
  - TOKYO MX等UHF電視動畫《小長門有希的消失》片頭主題曲

2. 【4:53】
  - 主唱：長門有希（茅原實里）&朝倉涼子（桑谷夏子）
  - 作曲：渡邊和紀
  - 廣播《小長門有希的消失 北高文藝部廣播支部》片頭主題曲

3. 雪花飄搖直落的未來（off vocal）【3:56】
4. （off vocal）【4:52】

## 電視動畫『小長門有希的消失』Character Song Series ”In Love”
2015年5月至7月發行，總計5張的角色歌曲系列。也是涼宮春日系列的第3季角色系列歌曲。以及描述電視動畫《小長門有希的消失》登場主要女性角色以『戀愛』為主題的角色歌曲系列。另外各張單曲還收錄了由登場角色獨唱同名電視動畫片頭曲的角色歌曲版。

### case.1 Nagato Yuki（長門有希）
2015年5月27日發行。與case.2同日發行。也是2011年遊戲《小涼宮春日的麻雀》被選為遊戲歌曲以來，睽違4年再次發行的長門有希（CV. 茅原實里）角色歌曲。
收錄歌曲
所有歌曲由畑亞貴作詞。
1. 予感 【4:09】
  - 主唱：長門有希（茅原實里）
  - 作曲、編曲：石井健太郎

2. 探風景【4:54】
  - 主唱：長門有希（茅原實里】
  - 作曲：佐藤純一，編曲：酒井陽一

3. 雪花飄搖直落的未來（長門有希ver.）【3:57】
  - 主唱：長門有希（茅原實里）
  - 作曲：佐佐倉有吾，編曲：渡邊和紀

4. 予感（off vocal）【4:08】
5. 探風景（off vocal）【4:53】

### case.2 Asakura Ryoko（朝倉涼子）
2015年5月27日發行。與case.1同日發行。也是自涼宮春日角色歌曲 (2006年版)以來，睽違9年再次發行的朝倉涼子（CV. 桑谷夏子）角色歌曲。
收錄歌曲
所有歌曲由畑亞貴作詞。
1. 日常【5:05】
  - 主唱：朝倉涼子（桑谷夏子）
  - 作曲、編曲：渡邊和紀

2. LOVE EDITION【4:19】
  - 主唱：朝倉涼子（桑谷夏子）
  - 作曲：渡邊翔，編曲：增田武史

3. 雪花飄搖直落的未來（朝倉涼子ver.）【3:57】
  - 主唱：朝倉涼子（桑谷夏子）
  - 作曲：佐佐倉有吾，編曲：渡邊和紀

4. 日常（off vocal）【5:05】
5. LOVE EDITION （off vocal）【4:18】

### case.3 Asahina Mikuru（朝比奈實玖瑠）
2015年6月24日發行（編號：LACM-14353。與case.4同日發行），其中第3首收錄歌曲『雪花飄搖直落的未來（朝比奈實玖瑠ver.）』由於在錄製case.2的『雪花飄搖直落的未來（朝倉涼子ver.）』時發生收錄不足的狀況。後來在同年7月22日與case.5同日發行時已經過再錄製。case.3也是自涼宮春日角色歌曲 (2009年版)以來，睽違6年再次發行的朝比奈實玖瑠（CV. 後藤邑子）角色歌曲
收錄歌曲（正規版）
所有歌曲由畑亞貴作詞。
1. ？【4:24】
  - 主唱：朝比奈實玖瑠（後藤邑子）
  - 作曲、編曲：增田武史

2. 太陽【4:26】
  - 主唱：朝比奈實玖瑠（後藤邑子）
  - 作曲、編曲：岡本健介

3. 雪花飄搖直落的未來（朝比奈實玖瑠ver.）【3:56】
  - 主唱：朝比奈實玖瑠（後藤邑子）
  - 作曲：佐佐倉有吾，編曲：渡邊和紀

4. ？（off vocal）【4:24】
5. 太陽（off vocal）【4:24】

### case.4 Tsuruya San（鶴屋學姐）
2015年6月24日發行。並與先前因故沒有在case.3正規版的收錄歌曲同步發行。也是自涼宮春日角色歌曲 (2009年版)以來，睽違6年再次發行的鶴屋學姐（CV. 松岡由貴）角色歌曲。
收錄歌曲
所有歌曲由畑亞貴作詞。
1. 愛門番EXTRA【3:45】
  - 主唱：鶴屋學姐（松岡由貴）
  - 作曲、編曲：河田貴央

2. 福風吹【4:10】
  - 主唱：鶴屋學姐（松岡由貴）
  - 作曲、編曲：山元祐介

3. 雪花飄搖直落的未來（鶴屋學姐ver.）【3:56】
  - 主唱：鶴屋學姐（松岡由貴）
  - 作曲：佐佐倉有吾，編曲：渡邊和紀

4. 愛門番EXTRA（off vocal）【3:45】
5. 福風吹（off vocal）【4:08】

### case.5 Suzumiya Haruhi（涼宮春日）
2015年7月22日發行。並與先前因故沒有在case.3正規版的收錄歌曲同步發行。也是自涼宮春日角色歌曲 (2009年版)以來，睽違6年再次發行的涼宮春日角色歌曲和作品主角涼宮春日的聲優平野綾以『Imaginary ENOZ & 涼宮春日』名義獨唱的CD單曲，還有自2010年的動畫專輯『Imaginary ENOZ featuring HARUHI』以來睽違5年的CD單曲。
收錄歌曲
所有歌曲由畑亞貴作詞。
1. Dreamer冒者【4:12】
  - 主唱：涼宮春日（平野綾）
  - 作曲：佐佐倉有吾，編曲：河田貴央

2. 錯覺Loving' you？【4:50】
  - 主唱：涼宮春日（平野綾）
  - 作曲：南直博，編曲：河田貴央

3. 雪花飄搖直落的未來（涼宮春日ver.）【3:57】
  - 主唱：涼宮春日（平野綾）
  - 作曲：佐佐倉有吾，編曲：渡邊和紀

4. Dreamer冒者（off vocal）【4:12】
5. 錯覺Loving' you？（off vocal）【4:49】

## 電視動畫『小長門有希的消失』Blu-ray&DVD初回限定盤特典CD
2015年6月至2016年1月依序其次發行，以特典CD方式收錄在Blu-ray&DVD初回限定盤，內容有原聲帶、廣播摘要版及錄音劇場。全8卷。

### 第1卷
2015年6月26日發行，與『小長門有希的消失』Blu-ray&DVD初回限定盤第1卷共同收錄。
收錄內容
1. 亡王女【6:00】
2. 長門想【2:10】
3. 【2:07】
4. 日常【2:12】
5. 【1:46】
6. 話【1:59】
7. Merry Christmas！【2:14】
8. 鶴屋真勝負【1:55】
9. 朝倉教【2:07】
  - 音樂：加藤達也

10. 廣播「北高文藝部廣播支部」～Digest 01～【22:11】
  - 主持人：茅原實里（長門有希 役）、桑谷夏子（朝倉涼子 役）

11. 標題「！」【14:26】
  - 編劇：待田堂子
  - 配音員：長門有希（茅原實里）、阿虛（杉田智和）、朝倉涼子（桑谷夏子）、朝比奈實玖瑠（後藤邑子）、鶴屋學姐（松岡由貴）

### 第2卷
2015年7月31日發行，與『小長門有希的消失』Blu-ray&DVD初回限定盤第2卷共同收錄。
收錄內容
1. 「亡王女」管弦樂版【3:49】
2. 長門？【2:08】
3. 長門不安【2:07】
4. 【2:11】
5. 優【2:01】
6. 強【2:40】
7. ！【1:57】
8. 冒扉【1:43】
9. 扉【1:47】
  - 音樂：加藤達也

10. 廣播「北高文藝部廣播支部」～Digest 02～【23:26】
  - 主持人：茅原實里（長門有希 役）、桑谷夏子（朝倉涼子 役）

11. 標題「涼宮荷物」【14:28】
  - 編劇：待田堂子
  - 配音員：長門有希（茅原實里）、阿虛（杉田智和）、朝倉涼子（桑谷夏子）、朝比奈實玖瑠（後藤邑子）、鶴屋學姐（松岡由貴）、古泉一樹（小野大輔）

### 第3卷
2015年8月28日發行，與『小長門有希的消失』Blu-ray&DVD初回限定盤第3卷共同收錄。
收錄內容
1. 「雪踊」鋼琴樂編曲版【2:21】
2. 「月光」管弦樂編曲版【3:29】
3. 「雪踊」管弦樂編曲版【2:52】
4. 「亡王女」輕音樂編曲版【2:57】
5. 文部日常【2:27】
6. 【2:12】
7. 長門想【2:11】
  - 音樂：加藤達也

8. 廣播「北高文藝部廣播支部」～Digest 03～【22:38】
  - 主持人：茅原實里（長門有希 役）、桑谷夏子（朝倉涼子 役）

9. 標題「涼宮新入生誘作」【15:10】
  - 編劇：和場明子
  - 配音員：長門有希（茅原實里）、阿虛（杉田智和）、朝倉涼子（桑谷夏子）、朝比奈實玖瑠（後藤邑子）、鶴屋學姐（松岡由貴）、涼宮春日（平野綾）、古泉一樹（小野大輔）

### 第4卷
2015年9月25日發行，與『小長門有希的消失』Blu-ray&DVD初回限定盤第4卷共同收錄。
收錄內容
1. 文部【1:38】
2. 旅【2:04】
3. 旅夜【1:53】
4. ！【1:35】
5. 【1:32】
6. 長門想【2:11】
  - 音樂：加藤達也

7. 廣播「北高文藝部廣播支部」～Digest 04～【22:48】
  - 主持人：茅原實里（長門有希 役）、桑谷夏子（朝倉涼子 役）

8. 標題【11:31】
  - 編劇：和場明子
  - 配音員：阿虛（杉田智和）、古泉一樹（小野大輔）、長門有希（茅原實里）、朝倉涼子（桑谷夏子）、朝比奈實玖瑠（後藤邑子）、鶴屋學姐（松岡由貴）

### 第5卷
2015年10月30日發行，與『小長門有希的消失』Blu-ray&DVD初回限定盤第5卷共同收錄。
收錄內容
1. 夜空【2:20】
2. 心【1:31】
3. 消失【1:52】
4. 硬空【2:12】
5. （失）雨日【2:09】
6. 一途心【3:16】
7. 輝夜空【3:23】
  - 音樂：加藤達也

8. 廣播「北高文藝部廣播支部」～Digest 05～【22:12】
  - 主持人：茅原實里（長門有希 役）、桑谷夏子（朝倉涼子 役）、杉田智和（阿虛 役）
  - 另外收錄了2015年5月31日在北區瀧野川會館開辦第9回Digest版、第10回分的公開錄音活動內容。

9. 標題「長門有希」【19:11】
  - 編劇：和場明子
  - 配音員：阿虛（杉田智和）、長門有希（茅原實里）、朝倉涼子（桑谷夏子）、朝比奈實玖瑠（後藤邑子）、鶴屋學姐（松岡由貴）、涼宮春日（平野綾）、古泉一樹（小野大輔）、谷口（白石稔）、虛妹（青木沙耶香）

### 第6卷
2015年11月27日發行，與『小長門有希的消失』Blu-ray&DVD初回限定盤第6卷共同收錄。
收錄內容
1. 硬世界【2:28】
2. 思考【2:54】
3. 心恐怖【1:45】
4. 僅光【3:05】
5. 前毎日【2:04】
6. 雪上足跡【3:30】
  - 音樂：加藤達也

7. 廣播「北高文藝部廣播支部」～Digest 06～【22:17】
  - 主持人：茅原實里（長門有希 役）、桑谷夏子（朝倉涼子 役）

8. 標題「朝比奈疑念」【15:48】
  - 編劇：根元歳三
  - 配音員：朝比奈實玖瑠（後藤邑子）、鶴屋學姐（松岡由貴）、長門有希（茅原實里）、阿虛（杉田智和）、朝倉涼子（桑谷夏子）

### 第7卷
2015年12月25日發行，與『小長門有希的消失』Blu-ray&DVD初回限定盤第7卷共同收錄。
收錄內容
1. 消失【1:39】
2. 消【2:28】
3. 長門長門【1:43】
4. 「夢」【4:10】
5. 七夕向【2:50】
  - 音樂：加藤達也

6. 廣播「北高文藝部廣播支部」～Digest 07～【22:50】
  - 主持人：茅原實里（長門有希 役）、桑谷夏子（朝倉涼子 役）

7. 標題「長門有希水」【13:07】
  - 編劇：和場明子
  - 配音員：長門有希（茅原實里）、阿虛（杉田智和）、朝倉涼子（桑谷夏子）、朝比奈實玖瑠（後藤邑子）、鶴屋學姐（松岡由貴）、涼宮春日（平野綾）

### 第8卷
2016年1月29日發行，與『小長門有希的消失』Blu-ray&DVD初回限定盤第8卷共同收錄。
收錄內容
1. 【2:25】
2. 長門【1:52】
3. 話盛上過【1:36】
4. 迷【2:06】
5. ！【1:43】
6. 夏夜祭【2:54】
7. 「月光」【4:23】
  - 音樂：加藤達也

8. 廣播「北高文藝部廣播支部」～Digest 08～【20:41】
  - 主持人：茅原實里（長門有希 役）、桑谷夏子（朝倉涼子 役）

9. 標題「行行小島探隊」【14:24】
  - 編劇：和場明子
  - 配音員：長門有希（茅原實里）、阿虛（杉田智和）、朝倉涼子（桑谷夏子）、涼宮春日（平野綾）、古泉一樹（小野大輔）、朝比奈實玖瑠（後藤邑子）、鶴屋學姐（松岡由貴）

## 來源
1. ↑  《月刊Newtype》2015年6月號，第81頁，2015年5月10日發售、角川書店／KADOKAWA發行
2. ↑  . Lantis.   [2017-01-23]. （原始内容存档于2020-02-25） （日语）.

## 外部連結
- .   [2017-01-23] （日语）.
- Oricon藝人事典記錄
  - . Oricon.   [2017-01-23] （日语）.
  - . Oricon.   [2017-01-23] （日语）.
  - .   [2017-01-23]. （原始内容存档于2015-09-24） （日语）.
  - .   [2017-01-23]. （原始内容存档于2015-09-24） （日语）.
  - .   [2017-01-23] （日语）.
  - .   [2017-01-23] （日语）.